# Подкряжник
Подкряжник — деревня в составе Запольского сельсовета Белыничского района Могилёвской области Республики Беларусь.

## Географическое положение
Ближайшие населённые пункты: Заречье, Иглица.